# Geerten Waling
Geerten Hendrik Waling (Rotterdam, 19 oktober 1986) is een Nederlands historicus, schrijver en columnist. Hij is redacteur van EW Magazine (tot 2020 Elsevier Weekblad).
Waling is redacteur van EW Magazine sinds 2023. Eerder was hij vanaf januari 2019 al columnist in dit blad en   daarvoor schreef hij wekelijkse columns op de Elsevier-website. Ook schreef hij columns, opiniestukken en commentaren voor de Volkskrant. Daarnaast schreef hij boekbesprekingen voor de Nederlandse Boekengids onder meer in de vorm van een briefwisseling met historicus Rob Hartmans. Waling voerde ook gesprekken met auteurs voor het internetkanalen als Café Weltschmerz, De Nieuwe Wereld en GeenStijl - en is zo nu en dan commentator in diverse radio- en televisieprogramma's, waaronder Buitenhof. Hij geeft lezingen over democratie in verleden, heden en toekomst en aanverwante sociale, politieke, historische en filosofische onderwerpen.
Sinds zijn studie geschiedenis en wijsbegeerte aan de Universiteit van Amsterdam werkte Waling als docent en onderzoeker aan de Universiteit Leiden. In Leiden promoveerde hij in 2016 op het boek 1848 – Clubkoorts en revolutie, onder begeleiding van Henk te Velde en Maartje Janse. Tot en met 2022 werkte hij als postdoc onderzoeker aan dezelfde universiteit, waar hij onder meer coördinator was van het interfacultaire onderzoeksnetwerk Politieke Legitimiteit.
Zijn proefschrift werd genomineerd voor de Libris Geschiedenis Prijs. Zijn daaropvolgende boek Zetelroof werd genomineerd voor de Prinsjesboekenprijs van 2017; het jaar erop gold dat voor het boek dat Waling schreef met Wim Voermans: Gemeente in de genen.

## Publicaties
- Geert Wilders. De wreker (Amsterdam: Prometheus 2023), geactualiseerde uitgave van eerder boek door wijlen Meindert Fennema.
- Gemeente in de genen. Tradities en toekomst van de lokale democratie in Nederland (Amsterdam: Prometheus 2018), samen met Wim Voermans
- Zetelroof. Fractiediscipline en afsplitsing in de Tweede Kamer, 1917-2017 (Nijmegen: Vantilt 2017)
- Zoeken naar de democratie in Amerika. Op reis met Alexis de Tocqueville in het land van Donald Trump (Elsevier Boeken 2016)
- 1848 – Clubkoorts en revolutie. Democratische experimenten in Parijs en Berlijn (proefschrift; Nijmegen: Vantilt 2016)
- De geboortepapieren van Nederland. De Unie van Utrecht, de Apologie van Willem van Oranje en het Plakkaat van Verlating in hedendaags Nederlands (Elsevier Boeken/Nationaal Archief 2014), samen met Coos Huijsen
- Ernest Renan, Wat is een natie? (Elsevier Boeken 2013), samen met Coos Huijsen